# Плавання на літніх Олімпійських іграх 2020 — 100 метрів брасом (жінки)
Змагання з плавання на 100 метрів брасом серед жінок на літніх Олімпійських іграх 2020 тривали з 25 по 27 липня 2021 року в Олімпійському центрі водних видів спорту. Це була чотирнадцята поспіль поява цієї дисципліни на Олімпійських іграх. Її проводили на кожній Олімпіаді, починаючи з 1968 року.

## Рекорди
Перед цими змаганнями чинні світовий і олімпійський рекорди були такими:
| Світовий рекорд     | Ліллі Кінг (USA) | 1:04.13 | Будапешт, Угорщина       | 25 липня 2017 | [ 2 ]       |
| Олімпійський рекорд | Ліллі Кінг (USA) | 1:04.93 | Ріо-де-Жанейро, Бразилія | 8 серпня 2016 | [ 3 ] [ 4 ] |

## Кваліфікація
Олімпійський кваліфікаційний норматив для цієї дисципліни становить 1 хвилина 7,07 секунди. За цим нормативом від кожного Національного олімпійського комітету (NOC) можуть автоматично кваліфікуватися щонайбільше дві плавчині, виконавши його на затверджених кваліфікаційних змаганнях. Норматив олімпійського відбору становить 1 хвилина 9,08 секунди. За цим нормативом від кожного НОК може кваліфікуватися щонайбільше одна плавчиня, що посідає досить високе місце у світовому рейтингу, поки не буде вичерпано квоту для всіх плавальних дисциплін. НОК, що ще не має плавчині в жодній дисципліні, може скористатися зі свого права на універсальну квоту.

## Формат змагань
Змагання складаються з трьох раундів: попередні запливи, півфінали та фінал. Плавчині, що показали 16 найкращих результатів у попередніх запливах, виходять до півфіналів. Плавчині, що показали 8 найкращих результатів у півфіналах, виходять до фіналу. У тому разі, коли на останнє місце потрапляння до півфіналів чи фіналу претендують дві чи більше плавчині з однаковим часом, передбачено перепливання.

## Розклад
Змагання тривають три дні, кожен раунд наступного дня.
Часовий пояс - японський стандартний час (UTC + 9)
| Дата     | Час   | Раунд             |
| -------- | ----- | ----------------- |
| 25 липня | 19:34 | Попередні запливи |
| 26 липня | 10:50 | Півфінали         |
| 27 липня | 11:17 | Фінал             |

## Результати

### Попередні запливи
Плавчині, що показали 16 найкращих результатів незалежно від запливу, виходять до півфіналу.
| Місце | Заплив | Доріжка | Плавчиня               | Країна                             | Час     | Примітки  |
| ----- | ------ | ------- | ---------------------- | ---------------------------------- | ------- | --------- |
| 1     | 5      | 5       | Татьяна Шенмейкер      | ПАР (RSA)                          | 1:04.82 | Q, OR, AF |
| 2     | 5      | 4       | Лідія Джейкобі         | США (USA)                          | 1:05.52 | Q         |
| 3     | 6      | 4       | Ліллі Кінг             | США (USA)                          | 1:05.55 | Q         |
| 4     | 6      | 5       | Софі Ханссон           | Швеція (SWE)                       | 1:05.66 | Q         |
| 5     | 6      | 3       | Мартіна Карраро        | Італія (ITA)                       | 1:05.85 | Q         |
| 6     | 6      | 6       | Євгенія Чикунова       | Олімпійський комітет Росії (ROC)   | 1:06.16 | Q         |
| 7     | 6      | 8       | Іда Гулкко             | Фінляндія (FIN)                    | 1:06.19 | Q         |
| 8     | 4      | 4       | Юлія Єфімова           | Олімпійський комітет Росії (ROC)   | 1:06.21 | Q         |
| 9     | 5      | 6       | Мона Макшеррі          | Ірландія (IRL)                     | 1:06.39 | Q         |
| 10    | 4      | 3       | Тан Цяньтін            | Китай (CHN)                        | 1:06.47 | Q         |
| 11    | 6      | 2       | Сара Вейсі             | Велика Британія (GBR)              | 1:06.61 | Q         |
| 12    | 5      | 3       | Челсі Годжес           | Австралія (AUS)                    | 1:06.70 | Q         |
| 13    | 5      | 7       | Ліза Маміє             | Швейцарія (SUI)                    | 1:06.76 | Q         |
| 14    | 5      | 2       | Енелі Єфімова          | Естонія (EST)                      | 1:06.79 | Q         |
| 15    | 3      | 1       | Котрина Тетеревкова    | Литва (LTU)                        | 1:06.82 | Q         |
| 16    | 3      | 2       | Анна Елендт            | Німеччина (GER)                    | 1:06.96 | Q         |
| 17    | 4      | 2       | Ватанабе Канако        | Японія (JPN)                       | 1:07.01 |           |
| 18    | 5      | 1       | Джессіка Валь          | Іспанія (ESP)                      | 1:07.07 |           |
| 19    | 4      | 6       | Аокі Реона             | Японія (JPN)                       | 1:07.29 |           |
| 20    | 4      | 1       | Джессіка Гансен        | Австралія (AUS)                    | 1:07.50 |           |
| 21    | 4      | 7       | Аліна Змушко           | Білорусь (BLR)                     | 1:07.58 |           |
| 22    | 3      | 6       | Алія Аткінсон          | Ямайка (JAM)                       | 1:07.70 |           |
| 23    | 4      | 8       | Келсі Воґ              | Канада (CAN)                       | 1:07.73 |           |
| 24    | 6      | 7       | К'єра Сміт             | Канада (CAN)                       | 1:07.87 |           |
| 25    | 3      | 4       | Тес Схаутен            | Нідерланди (NED)                   | 1:07.89 |           |
| 26    | 3      | 5       | Фанні Леклюїз          | Бельгія (BEL)                      | 1:07.93 |           |
| 27    | 6      | 1       | Емеліє Фаст            | Швеція (SWE)                       | 1:07.98 |           |
| 28    | 2      | 3       | Андреа Подманікова     | Словаччина (SVK)                   | 1:08.36 |           |
| 29    | 2      | 5       | Фі Джінк Ен            | Малайзія (MAS)                     | 1:08.40 |           |
| 30    | 3      | 7       | Мелісса Родрігес       | Мексика (MEX)                      | 1:08.76 |           |
| 31    | 3      | 3       | Хулія Себастьян        | Аргентина (ARG)                    | 1:09.35 |           |
| 32    | 2      | 7       | Тілалі Сканлан         | Американське Самоа (ASA)           | 1:10.01 |           |
| 33    | 2      | 4       | Ема Раїч               | Хорватія (CRO)                     | 1:10.02 |           |
| 34    | 3      | 8       | Діана Петкова          | Болгарія (BUL)                     | 1:10.61 |           |
| 35    | 2      | 6       | Емілі Сантос           | Панама (PAN)                       | 1:12.10 |           |
| 36    | 2      | 8       | Кірстен Фішер-Марстерс | Острови Кука (COK)                 | 1:13.98 |           |
| 37    | 1      | 3       | Емілі Ґран'П'єрр       | Гаїті (HAI)                        | 1:14.82 |           |
| 38    | 2      | 2       | Алісія Кок Шун         | Маврикій (MRI)                     | 1:15.42 |           |
| 39    | 1      | 5       | Дарія Семьонова        | Туркменістан (TKM)                 | 1:16.37 |           |
| 40    | 1      | 4       | Джейла Піна            | Кабо-Верде (CPV)                   | 1:16.96 |           |
| 41    | 1      | 2       | Таеянна Адамс          | Федеративні Штати Мікронезії (FSM) | 1:25.36 |           |
| 42    | 1      | 7       | Нуран Ба-Матраф        | Ємен (YEM)                         | 1:27.79 |           |
| 43    | 1      | 6       | Айшат Саджина          | Мальдіви (MDV)                     | 1:33.59 |           |
| 44    | 2      | 1       | Клаудія Вердіно        | Монако (MON)                       | DSQ     |           |
| 44    | 4      | 5       | Бенедетта Пілато       | Італія (ITA)                       | DSQ     |           |
| 44    | 1      | 1       | Маріама Туре           | Гвінея (GUI)                       | DNS     |           |
| 44    | 5      | 8       | Анастасія Горбенко     | Ізраїль (ISR)                      | DNS     |           |

### Півфінали
Плавчині, що показали 8 найкращих результатів незалежно від запливу, виходять до фіналу.
| Місце | Заплив | Доріжка | Плавчиня            | Країна                           | Час     | Примітки |
| ----- | ------ | ------- | ------------------- | -------------------------------- | ------- | -------- |
| 1     | 2      | 4       | Татьяна Шенмейкер   | ПАР (RSA)                        | 1:05.07 | Q        |
| 2     | 2      | 5       | Ліллі Кінг          | США (USA)                        | 1:05.40 | Q        |
| 3     | 1      | 4       | Лідія Джейкобі      | США (USA)                        | 1:05.72 | Q        |
| 4     | 1      | 5       | Софі Ханссон        | Швеція (SWE)                     | 1:05.81 | Q        |
| 5     | 1      | 6       | Юлія Єфімова        | Олімпійський комітет Росії (ROC) | 1:06.34 | Q        |
| 6     | 1      | 3       | Євгенія Чикунова    | Олімпійський комітет Росії (ROC) | 1:06.47 | Q        |
| 7     | 2      | 3       | Мартіна Карраро     | Італія (ITA)                     | 1:06.50 | Q        |
| 8     | 2      | 2       | Мона Макшеррі       | Ірландія (IRL)                   | 1:06.59 | Q        |
| 9     | 1      | 7       | Челсі Годжес        | Австралія (AUS)                  | 1:06.60 |          |
| 10    | 1      | 2       | Тан Цяньтін         | Китай (CHN)                      | 1:06.63 |          |
| 11    | 2      | 7       | Сара Вейсі          | Велика Британія (GBR)            | 1:06.87 |          |
| 12    | 2      | 6       | Іда Гулкко          | Фінляндія (FIN)                  | 1:07.02 |          |
| 13    | 1      | 8       | Анна Елендт         | Німеччина (GER)                  | 1:07.31 |          |
| 14    | 2      | 8       | Котрина Тетеревкова | Литва (LTU)                      | 1:07.39 |          |
| 15    | 2      | 1       | Ліза Маміє          | Швейцарія (SUI)                  | 1:07.41 |          |
| 16    | 1      | 1       | Енелі Єфімова       | Естонія (EST)                    | 1:07.58 |          |

### Фінал
| Місце | Доріжка | Плавчиня          | Країна                           | Час     | Примітки |
| ----- | ------- | ----------------- | -------------------------------- | ------- | -------- |
| 1     | 3       | Лідія Джейкобі    | США (USA)                        | 1:04.95 |          |
| 2     | 4       | Татьяна Шенмейкер | ПАР (RSA)                        | 1:05.22 |          |
| 3     | 5       | Ліллі Кінг        | США (USA)                        | 1:05.54 |          |
| 4     | 7       | Євгенія Чикунова  | Олімпійський комітет Росії (ROC) | 1:05.90 |          |
| 5     | 2       | Юлія Єфімова      | Олімпійський комітет Росії (ROC) | 1:06.02 |          |
| 6     | 6       | Софі Ханссон      | Швеція (SWE)                     | 1:06.07 |          |
| 7     | 1       | Мартіна Карраро   | Італія (ITA)                     | 1:06.19 |          |
| 8     | 8       | Мона Макшеррі     | Ірландія (IRL)                   | 1:06.94 |          |